# Цихри (Мазовецьке воєводство)
Цихри (пол. Cychry) — село в Польщі, у гміні Пневи Груєцького повіту Мазовецького воєводства.
Населення — 93 особи (2011).
У 1975-1998 роках село належало до Радомського воєводства.

## Демографія
Демографічна структура станом на 31 березня 2011 року:
|          | Загалом | Допрацездатний вік | Працездатний вік | Постпрацездатний вік |
| -------- | ------- | ------------------ | ---------------- | -------------------- |
| Чоловіки | 46      | 9                  | 34               | 3                    |
| Жінки    | 47      | 11                 | 25               | 11                   |
| Разом    | 93      | 20                 | 59               | 14                   |